# Перехід Гасдрубала через Альпи

Карта основних військових дій Другої Пунічної війни

Перехід Гасдрубала Барки через Альпи — військова кампанія, здійснена карфагенським полководцем Гасдрубалом у 207 році до Р. Х. під час Другої Пунічної війни. Метою походу було з’єднання з військами його брата Ганнібала, який з 218 року до Р. Х. вів боротьбу проти Риму в Італії. Цей похід повторював відомий перехід Ганнібала через Альпи 11 роками раніше, але завершився трагічно для карфагенян.

## Політична та військова ситуація в Іберії
Іспанія – другорядний театр військових дій, але дуже таки важливий, бо він відтягував на себе значні сили як Риму, так і Карфаген, і суттєво вплинув на загальний підсумок конфлікту. Бойові дії в Іспанії тривали 12 років, і з самого початку їхній перебіг складався на користь римлян. 217-го року до Р. Х. відбувається морська битва поблизу гирла річки Ебро, і римський флот розбиває карфагенян. З карфагенського боку військами в Іспанії командував Гасдрубал Барка, це молодший брат Ганнібала. Полібій писав:
|  | Я вже казав, що він був рідним братом Ганнібала, і що, залишаючи Іспанію, Ганнібал доручив йому управління справами там; також у попередній книзі я розповідав, як у своїх численних зіткненнях з римлянами і в частих випробуваннях, викликаних командирами, яких Карфаген надсилав йому на допомогу, він постійно з гідністю й мужністю зносив невдачі й поразки — як личить сину Барки. |

Сілій Італік яскраво змальовує постать Гасдрубала, як той урочисто святкує давнє свято заснування Карфагена, бажаючи здобути прихильність богів перед важливими подіями:
|  | Гасдрубала шанували в Іспанії так само, як Ганнібала боялися в Італії. Так сталося, що час наблизив давнє пунічне свято - день, коли було закладено перші підвалини великого міста і покладено початок новому поселенню з тубільними хатинами. І Гасдрубал, згадуючи давню історію своєї країни, веселився і тримався на висоті свята, увінчуючи свої штандарти квітами і шукаючи прихильності Неба. З його плечей спадала розкішна мантія, подарунок Ганнібала. Сицилійські тирани носили це вбрання в державі, а цар Сиракуз подарував його разом з іншими подарунками Ганнібалу як запоруку їхнього тісного союзу. На ньому були вишиті дві сцени. Орел із золотим оперенням і розпростертими крилами ніс Ганімеда крізь хмари до неба. А поруч з ним був вишитий голкою на пурпурі образ великої печери, де жили циклопи. Тут лежав Поліфем, ковтаючи своїми смертоносними щелепами закривавлені тіла людей; навколо нього лежали поламані кістки, що вилітали з його пащі. Сам він простягнув руку, щоб забрати у Улісса кубок з вином, і виблював кров, змішану з вином. Кожне око було прикуте до цієї одежі — справжнього шедевра сицилійської вишивки, — поки Гасдрубал, стоячи перед вівтарями з дерну, молив богів про прихильність. |

Військовий потенціал Тіт Лівій описує так:
|  | В Іберії Ганнібал залишив братові Гасдрубалу 50 п'ятипалубних кораблів з командою, 32 кораблі п'ятипалубних і всі 5 трирем. Кінноти залишив він 450 осіб лівіо-фінікійців і лівійців, 300 лергетів, 1800 нумідян, а саме: массолієєїв, массайсіліїв, мамгоїв і... маврів; піхоти залишив 11 850 чоловік лівійців, 300 лігістян, 500 балеарян і 21 слона. |

Римлян, натомість, очолювали начальники з патриціанського роду Сципіонів. Це Публій Корнелій Сципіон Старший, консул 218-го року, який був розбитий Ганнібалом на Тицині і Требії, і його брат Гней Корнелій Сципіон Кальв. І ось ці два брати Сципіони здобувають низку перемог над Гасдрубалом. Зокрема, в 213-му відбувають у карфагенян Сагунт. Відтоді, фактично, римляни контролюють все східне узбережжя Піренейського півострова. Цікавою особливістю цього театру воєнних дій було те, що обидві сторони активно використовували найманців із місцевих племен. Відповідно, представники цих племен воювали один проти одного, то за карфагенян, то за римлян.
Вочевидь, слід сказати, що це неминуче явище, по-перше, в умовах географічної віддаленості Іспанії, як від Риму, так і від Карфагену. Складнощі з комунікаціями і обмеженість власних ресурсів. Ні Рим, ні Карфаген не могли регулярно надсилати великі армії в Іспанію, бо все вирішувалося все-таки на території Італії в той час. Все ж таки, римляни досягли того, що вони скували карфагенські сили в Іспанії, не давши змогу звідти надсилати постійно резерви Ганнібалові в Італію.
211 рік до Р. Х. – битва на річці Верхній Бетіс. Нині ця річка називається Гвадалківір, на півдні Іспанії. У цій битві Гасдрубал, отримавши підкріплення з Карфагену, здобуває перемогу. Це одна з небагатьох перемог карфагенян в Іспанії, причому в битві гинуть обидва брати Сципіони.
|  | Ми дали можливість пити воду Бетіса і не боятися ворога; знову і знову ми змушували непереможного брата Ганнібала відступати. Але, на жаль, варвари завжди є підлими зрадниками. Гасдрубал був покалічений поразкою, і я переможно переслідував його, коли раптом іспанські когорти, набрід найманців, яких Гасдрубал поневолив лівійським золотом, розірвали свої ряди і покинули наші штандарти. Таким чином, покинуті нашими союзниками, ми значно поступалися ворогу чисельністю; і вони утворили щільне кільце навколо нас. Ми померли не безкарно, сину мій: в той останній день ми зіграли по-чоловічому і закінчили своє життя у славі. |

Однак успіх карфагенян в Іспанії виявився недовгим: римляни, скориставшись своїм пануванням на морі, перекинули туди армію під проводом сина загиблого Сципіона, тим самим врятувавши становище. Це той самий Публій Корнелій Сципіон, який врятував життя батькові в битві на Тицині. І вже в 209 році до Р. Х. він захоплює Новий Карфаген, столицю карфагенських володінь в Іспанії. Гасдрубал Барка протягом майже десятиліття завзято обороняв Новий Карфаген, тож падіння міста стало для нього особистою катастрофою. Звістки про втрату Нового Карфагену, що надійшли слідом за падінням Сиракуз і Капуї, а згодом і Таренту того ж літа, змусили сім’ю Баркидів відчути, що їхнє щастя — і навіть божественне покровительство — вислизає з-під ніг.
А 208-го відбувається битва під Бекулею, це поблизу сучасної Кордови. Тут Гасдрубал командував відмінною позицією, коли Сципіон підійшов з півдня, прагнучи вступити в бій з карфагенянами і "випробувати їхні сили" у відкритому бою. Гасдрубал залишався на позиції, поки Сципіон оцінював свій вибір. Впевнений у своїх силах і силах своєї армії, Сципіон вишикувався в стрій і атакував переважаюче за чисельністю військо Гасдрубала, спочатку ввівши в бій легкі війська, а потім використавши свою важку піхоту для обходу флангів. Війська Гасдрубала були вибиті з позицій і змушені були відступити. Вигідного становища виявилося недостатньо, і Гасдрубал , побачивши, його війська кинуті римлянами в хаос, він розвернувся і відступив на північ через річку. Гасдрубалу вдалося втекти з приблизно двома третинами своїх воїнів, а також зі скарбницею і слонами.
|  | Він шукав укриття в порослих лісом пагорбах і непрохідних скелях, залишаючись байдужим до різанини серед своїх людей і жахливих втрат. Він утікав, тримаючи в думках Італію й Альпи — щедру нагороду за втечу. Таємно було передано наказ: солдати мали припинити бій і розсіятись по лісах і горах, а всі, хто врятується, — вирушити до найвищої вершини Піренеїв. Гасдрубал показав приклад: знявши свій розкішний обладунок і прикрившись іспанським щитом для маскування, він утік у гори, свідомо покинувши своє військо в безладді. |

## Підготовка до походу: армія та постачання
Армія, яку Гасдрубал повів через Альпи у 207 році до Р. Х., налічувала, за різними історичними оцінками, від 20 000 до 30 000 воїнів. Ця сила складалася з карфагенських ветеранів, які служили під його командуванням в Іберії, іберійських найманців та, що особливо важливо, великого контингенту галльських воїнів, які приєдналися до його лав під час його маршу через Галлію.  Тіт Лівій зазначає: 
|  | Швидкість його переходу з Іспанії і успіх у тому, що він підняв на зброю галльські племена, давали йому навіть більше підстав для гордості, ніж Ганнібалу; адже він зібрав військо там, де Ганнібал здебільшого його втратив — через страждання від голоду і холоду. |

Підтримка галлів була значно більшою, ніж та, з якою зіткнувся Ганнібал під час свого першого переходу.
|  | Однак Гасдрубал здійснив більш швидкий марш і зустрів менше труднощів, ніж він сам або хто-небудь інший очікував. Не тільки арверни, а й інші галльські та альпійські племена зустріли його дружньо, але й пішли за його прапором. Крім того, він марширував головним чином по шляхах, прокладених його братом, і оскільки Альпи вже перетиналися вперше протягом дванадцяти років, місцеві племена сприйняли його більш привітно. Раніше вони ніколи не відвідували чужі землі і не були звиклі бачити чужинців у своїй країні; вони не мали контактів з рештою світу. Спочатку не знаючи мети карфагенського полководця, вони уявляли, що він хоче забрати їхні скелі і укріплення і має намір забрати їхніх людей і худобу як здобич. Потім, коли вони дізналися про Пунічну війну, що горіла в Італії, вони зрозуміли, що Альпи були лише проходом з однієї країни в іншу, і що боротьба відбувається між двома могутніми містами, розділеними величезною смугою моря і землі, які борються за владу і домінування. Це була причина, чому Альпи були відкриті для Гасдрубала. |

Значна кількість галльських союзників в армії Гасдрубала свідчить про зміну політичної ситуації в Галлії після переходу Ганнібала, можливо, через вплив перемог Ганнібала в Італії або дипломатичні зусилля Гасдрубала. Галли, часто керуючись власними інтересами, могли розглядати союз з Гасдрубалом, як спосіб досягти своїх цілей або протистояти римській експансії, що вказує на наслідки триваючої війни. У складі його армії також були бойові слони, вирощені та навчені в Іберії, які були ключовим компонентом його сил, подібно до армії Ганнібала. Деякі джерела вказують на присутність близько пʼятнадцяти слонів. 
Постачання такої великої армії під час тривалого маршу через потенційно ворожу територію та через такий грізний гірський хребет, як Альпи, становило величезні логістичні труднощі. Гасдрубалу необхідно було забезпечити продовольство, воду та фураж для коней та слонів. Імовірно, Гасдрубал врахував досвід свого брата під час першого переходу через Альпи у 218 році до Р. Х. та міг краще підготуватися або скористатися вже існуючими маршрутами чи союзами. Той факт, що його перехід призвів до менших втрат, підтверджує цю можливість. 
|  | У швидкості походу з Іспанії та в умінні підняти до зброї галльські племена він може похвалитися ще більшим успіхом, ніж сам Ганнібал, адже зібрав армію саме в тих місцях, де його брат втратив більшість свого війська через холод і голод — найжалюгіднішу смерть із можливих. |

## Перехід через Альпи
Перехід передбачав перетин Піренеїв, просування через Галлію та подальший перехід через один із альпійських перевалів для спуску до долини річки По на півночі Італії. Історики продовжують дискутувати щодо точного альпійського перевалу, яким скористався Ганнібал, пропонуючи різні варіанти, такі як Малий Сен-Бернар, Коль-де-Клап'є, Коль-де-ла-Траверсетт, Коль-де-Монженевр та перевал біля Мон-Сені.
Хоча перехід Гасдрубала, за повідомленнями, був менш складним з точки зору втрат, його армія все ж зіткнулася зі значними труднощами, притаманними перетинанню Альп, включаючи пересічену та нерівну місцевість, круті підйоми та спуски, а також потенційні несприятливі погодні умови, особливо враховуючи час переходу наприкінці 208 та на початку 207 років до Р. Х. 
Гасдрубал, уникнувши Сципіона в Іберії взимку 208 року до Р. Х., успішно дістався Галлії. Потім він перетнув Альпи та прибув до Північної Італії навесні 207 року до Р. Х. Хоча точна тривалість самого переходу через Альпи не вказується у джерелах, цей часовий проміжок свідчить про те, що він тривав кілька тижнів, імовірно, менше, ніж первісний 15-16-денний перехід Ганнібала , враховуючи меншу кількість повідомлених труднощів та наявність відомого маршруту. Відносно швидке прибуття Гасдрубала до Італії після перетину Піренеїв взимку свідчить про добре спланований та здійснений марш, що вказує на ефективну логістику та потенційно сприятливі умови на його шляху.

## Прибуття до Італії та подальша доля
Гасдрубал прибув до Північної Італії навесні 207 року до Р. Х. зі значною армією, посиленою галльськими союзниками та включаючи його загін бойових слонів.
|  | Появи Гасдрубала в Італії чекали з тривогою, що зростала з кожним днем. Перша звістка надійшла від массилійців, які повідомляли, що він перейшов до Галлії, і що серед місцевих жителів панує велике хвилювання через чутки, що він привіз з собою велику кількість золота для оплати допоміжних військ. Вони повідомили, що послали емісарів, разом з кількома масилійцями, які мали друзів серед галльських вождів, щоб здобути інформацію, і вони остаточно з'ясували, що Гасдрубал мав намір перетнути Альпи наступної весни з величезною армією. Єдине, що стримувало його від негайного наступу, було те, що Альпи були непрохідними зимою. Отримання цього повідомлення змусило консулів прискорити набір рекрутів, і після його завершення вони вирушили до своїх провінцій раніше, ніж планували. Їхнє завдання полягало в тому, щоб кожен з них утримував свого ворога в своїй провінції та не дозволяв братам об'єднатися чи зосередити свої сили. Ганнібал повністю очікував, що його брат перетне Альпи влітку, але, пам'ятаючи власний досвід проходу спочатку Рони, а потім Альп, і як протягом п'яти місяців йому довелося вести виснажливу боротьбу з людьми та природою, він не уявляв, що перехід Гасдрубала буде таким легким і швидким, яким він насправді був. |

Його безпосередньою метою було просування на південь та з'єднання зі своїм братом Ганнібалом, який після багатьох років перемог над римлянами все ще вів кампанію на півдні Італії. Успішне об'єднання їхніх сил створило б грізну карфагенську присутність в Італії, здатну чинити величезний тиск на Рим та потенційно змусити його укласти мир на карфагенських умовах або навіть призвести до перемоги Карфагена. Після прибуття до Цизальпійської Галлії Гасдрубал вдався до деяких військових дій, включаючи спробу облоги римської колонії Плаценція (сучасна П'яченца), можливо, щоб забезпечити постачання або створити тимчасову базу. 
|  | Але як би швидко він не рухався, перевага, яку він отримав через швидкість маршу, була втрачена через час, витрачений на Плаценцію, де він почав безрезультатно обводити місто замість того, щоб спробувати прямий штурм. Оскільки місто розташовувалося в рівнинній відкритій місцевості, Гасдрубал вважав, що його взяття не складе труднощів, і що захоплення такої важливої колонії стримуватиме інші міста від будь-якого спротиву. Однак не тільки його власний наступ був затриманий цією облогою, але він також гальмував рухи Ганнібала, який, дізнавшись про несподівано швидкий марш брата, залишив свої зимові квартири, адже Ганнібал знав, наскільки повільним зазвичай є процес облоги, і не забув свою невдалу спробу захоплення цієї самої колонії після перемоги при Требії. |

Рішення Гасдрубала розпочати облогу після прибуття, а не негайно рушити на південь, щоб приєднатися до Ганнібала, могло бути тактичним прорахунком, який зрештою надав римлянам вирішальний час для реагування на його присутність в Італії. 
|  | Після того як Гасдрубал підняв облогу Плаценції, він відправив чотирьох галльських і двох нумідійських вершників з донесеннями до Ганнібала. Вони пройшли через середину ворога, майже перетнули всю Італію і слідували за відступом Ганнібала до Метапонту, коли заблукали і були приведені до Таренту. Тут їх спіймала римська розвідка, розкидана по полях, і привела до пропретора Квінта Клавдія. Спочатку вони намагалися обманути його ухильними відповідями, але страх перед тортурами змусив їх зізнатися в правді, і вони повідомили, що є носіями донесень від Гасдрубала до Ганнібала. Донесення Гасдрубала консул надіслав до сенату разом з власним листом, в якому пояснив свій план. Оскільки Гасдрубал написав, що зустрінеться з братом в Умбрії, він порадив сенаторам відкликати римський легіон з Капуї, набрати війська в Римі, попередити жителів зібрати всі припаси з міст і сільських районів та мати їх у готовності на маршруті руху для забезпечення армії. Вони також мали привести своїх коней та інших тяглових тварин, щоб було достатньо транспорту для людей, які падатимуть через втому. |

Перехоплення цього повідомлення дозволило римським консулам, Марку Лівію Салінатору та Гаю Клавдію Нерону, дізнатися про присутність Гасдрубала та його передбачуваний маршрут. Нерон, у сміливому та рішучому маневрі, залишив своє командування на півдні, щоб підкріпити Салінатора на півночі, створивши об'єднану римську армію для протистояння Гасдрубалу.

Про занепокоєння римлян Сілій Італік пише:
|  | А в Римі люди тремтіли від страху, коли почули, що небезпека поразки стрімко зростає. Вони нарікали, що Нерон занадто оптимістичний, і що одне-єдине лихо може позбавити їх усього, що залишилося з життя. «У нас немає ані зброї, ані золота, ані людей, ані навіть крові, яку можна пролити. Невже той, хто не здатен один упоратися з Ганнібалом, тепер має йти на Гасдрубала? Ганнібал знову прийде і осадить наші ворота, щойно дізнається, що наше військо залишило табір і пішло далеко. Новоприбулий і його пихатий брат змагатимуться за найвищу нагороду — знищення Риму. |

Марш Нерона
Нерон вирішив вирушити на північ за власною ініціативою, що означало залишення призначеної йому провінції без дозволу Сенату — формально це було незаконним вчинком і великим ризиком. Він мав приєднатися до Лівія, щоб розгромити армію Гасдрубала ще до того, як Ганнібал встигне відреагувати. Якщо б він переміг, йому, напевно, все пробачили б. Але в разі невдачі Нерон ризикував не лише поразкою від Гасдрубала, а й карою Сенату.
Тієї ж ночі Нерон відібрав елітний загін із 6 000 піхотинців і 1 000 вершників з-поміж 35 000 наявних солдатів, наказавши їм брати лише зброю. Також була необхідна операція обману, щоб Ганнібал не дізнався про відхід Нерона. Під покровом темряви він вислизнув у долину Ауфіда, нібито щоб раптово атакувати луканське місто, лояльне до Ганнібала.
На світанку, коли втомлені солдати піднімалися у передгір’я Апеннін, Нерон зробив коротку зупинку й відкрив правду: їхня справжня мета — вирушити на північ, приєднатися до Лівія, перемогти Гасдрубала і повернутися до того, як Ганнібал помітить їхню відсутність!
Вони не зупинятимуться вдень для табору, пошуків їжі й перепочинку — Нерон попередньо надіслав гінців домовитися про їжу й питво, які доставлятимуть уздовж дороги, а також про вози для поранених і кульгавих, щоб нічого не затримувало рух. Так розпочався один із найвиснажливіших маршів в історії.
Вони пройшли 475–500 км, приблизно перші 230 км — через Апеннінські гори, потім спустилися до узбережжя в районі Ларино і здійснили 250-кілометровий «ривок» уздовж прибережної дороги до Сена Галліка (сучасна Сенагаллія, північніше Анкони). Дорогою до них приєднувалися ветерани й юнаки, яких ще не призвали, і їхні сили зросли. Усі розуміли, що настав момент великої кризи. Вони подолали шлях за дивовижні сім днів, прибувши до табору Лівія після настання темряви на сьомий день.
|  | Після складного маршу на північ, війська Нерона прибули на підкріплення до Лівія саме перед боєм. Цей маневр був здійснений у великій таємниці й зіграв вирішальну роль: Гасдрубал не знав про підхід додаткових римських сил і, зрештою, опинився в оточенні. Його спроба уникнути битви через нічний відступ провалилася через втрату провідників і труднощі з переходом через річку Метавр. |

Наступного ранку консули вивели війська на поле битви, але Гасдрубал помітив старі щити в рядах і виснажених коней. Він відмовився від бою і вислав розвідку. Римляни майже досягли своєї мети, але їх видав римський порядок: у таборі двічі сурмили у труби, що могло означати лише одне — присутність обох консулів.
|  | Таємне прибуття нового війська, хоч і сховане в темряві ночі, не залишилося непоміченим для Гасдрубала. Його насторожили сліди пилу на щитах, виснаженість людей і коней — ознаки поспішного маршу; також повторний сигнал сурми засвідчував, що тепер тут два війська під проводом двох консулів. Але якщо його брат ще живий, то чому ж він дозволив консулам з’єднати сили? Єдиним виходом для нього було залишатися бездіяльним, поки правда не відкриється, і не приймати бій одразу. Він вирішив тікати — і його втеча не була затримана ніяким ваганням. |

Гасдрубала турбувала не стільки чисельність супротивника (він бачив, що не надто поступається), скільки те, що могло трапитися з Ганнібалом. Тієї ночі він спробував вислизнути в долину річки Метавр трьома колонами, ймовірно, маючи намір обійти римлян майбутнім шляхом Віа Фламінія. Але провідники втекли, і на світанку його армія все ще шукала місце для переправи, залишаючи позаду слід знесилених відсталих і дезертирів. Він вирішив таборувати на виступі над річкою. Завдяки швидкому й напруженому маршу римляни наздогнали Гасдрубала. Його табір був недобудований, тож Гасдрубал був змушений прийняти бій. У брата Ганнібала не було іншого вибору, окрім як битися, а його солдати були не готові до бою. Як пише Полібій:
|  | Ніщо з цього не було сприятливим для Гасдрубала, але оскільки обставини не зволікання ... він був зобовʼязаний підтягнути своїх іберійців і галлів. |

Битва при Метаврі

Проблемою Гасдрубала була якість його 30–40 тисяч воїнів. Іспанці, хоч і були підозрілими в лояльності, опинившись так далеко від дому, не мали вибору й мусили битися — тому були найнадійнішою частиною армії. Лігури скоріше за все були новобранцями, а деморалізовані гали, найманці й союзники вдалися до пияцтва, і багато хто п’яний спав на ношах у таборі. Гасдрубал залишив галлів охороняти недобудований табір на виступі зліва, прикритому спереду яром, а сам розташував лігурів у центрі, іспанців та африканців — праворуч, вузьким, але глибоким фронтом. Перед ними він поставив 10 вцілілих слонів — саме тут він і сподівався виграти битву.
|  | Розмістивши перед собою десять слонів, він збільшив глибину ладу, звузивши фронт своєї армії до мінімуму, а тоді, зайнявши позицію в центрі позаду слонів, кинувся на ліве крило ворога, вирішивши або перемогти, або загинути в цій битві. |

Римляни, навпаки, були досвідченими воїнами, багато з яких служили з 217 року, а наймолодші — з 209. Нерон зі своїми 7000 воїнів, посиленими ветеранами, стояв на правому фланзі Риму, перед яром і виступом із гальською обороною. Порцій командував центром із приблизно 15 000, Лівій — лівим флангом із 20–25 000. Коли почалася битва, слони спершу завдали значних втрат, але були відкинуті, чим спричинили хаос серед іспанських та римських лав. Тим часом Нерон, зрозумівши, що атака через яр на галлів майже неможлива, знову вчинив сміливо: він обійшов позаду римських позицій і атакував фланг і тил іспанців. Це вирішило долю битви.
|  | Лівій виступив назустріч ворожій атаці з гідністю та, зіткнувшись із ними, хоробро бився зі своєю армією. Клавдій, який стояв на правому крилі, не міг просунутися вперед та обійти ворога з флангу через складний рельєф місцевості, на який і розраховував Гасдрубал, атакуючи ліве крило римлян. Але коли Клавдій опинився в бездіяльності, обставини підказали йому, що слід робити. Зібравши своїх людей з правого крила, він провів їх у тил поля, обійшов ліве крило римського табору і атакував карфагенян з флангу — там, де були слони. До цього моменту перемога ще не схилялася ні на чий бік, бо обидві сторони билися з однаковою відвагою, не маючи надії на порятунок: ні римляни у разі поразки, ні іспанці й карфагеняни. Слони теж були однаково корисні обом сторонам у бою, бо, опинившись затиснутими між двома арміями і замучені метальними снарядами, вони спричинили безлад як у римських, так і в іспанських шеренгах. Але щойно Клавдій напав на ворога з тилу, битва стала нерівною, адже іспанців атакували з фронту і з тилу. Унаслідок цього більшість із них була вирізана на полі бою. Шість слонів загинуло разом зі своїми погонщиками, а ще чотири, прорвавшись крізь шеренги, були пізніше спіймані самі по собі, покинуті своїми індійськими. |

Також про бойових слонів Тіт Лівій писав страшні речі:
|  | Більшість слонів повбивали не вороги, а їхні ж погоничі. Кожен із них мав долото й молоток. Коли слони скаженіли і починали кидатися на своїх, погонич між вухами в тому місці, де шия сполучається з головою, ставив долото й бив по ньому щосили. Це був найшвидший спосіб умертвити гігантського звіра, якщо вже з ним не вдавалося впоратися. Гасдрубал першим запровадив його. |

Що ж до бойового духу Гасдрубала, то його найкраще описує Сілій Італік:
|  | Гасдрубал, який усвідомлював складність їхньої ситуації. Високо на спині свого високого коня він простягнув руки і підняв голос: "Клянуся славою, яку ви здобули на кінці світу, і досягненнями мого брата, закликаю вас показати, що тут є брат Ганнібала. Доля хоче дати Риму урок поразки і довести могутність армії, яка завоювала Іспанію і багато разів воювала біля Стовпів Геркулеса, а тепер звертає свою увагу на римлян. Можливо, Ганнібал прийде вчасно для битви. |

Тут Гасдрубала закликає своїх воїнів до боротьби, апелюючи до слави своєї армії та досягнень свого брата Ганнібала. Він показує їхню спільну мету — подолати Рим і перемогти. Проте римська армія йому не поступається і це детально описав Сілій Італік, як Нерон звертається до свого війська
|  | Битва була непереконливою, і він вигукнув: "Що ще залишилось страждати Італії? Якщо ви не можете перемогти Гасдрубала, як ви переможете Ганнібала?" Тоді він з шаленою швидкістю кинувся в центр ворога і побачив Гасдрубала, який бісився в їхньому авангарді. Як чудовисько розлюченого моря кидається хвилями і не знаходить їжі; але, коли стражденна істота помічає рибу вдалині, з люттю вона мітить свою здобич, коли вона наближається до поверхні, і ковтає велику частину моря та риб всередині. Нерон був швидким як у ударі, так і в словах: "Більше не втечеш від мене! Бездоріжжя Піренеїв не сховає тебе тут, і ти більше не обдуриш мене порожніми обіцянками, як ти зробив одного разу, коли потрапив у пастку в Іспанії і втекти від моєї помсти за допомогою хитрого договору. |

Гасдрубал кинувся верхи у лави легіонерів і загинув у бою:
|  | Гасдрубал, який завжди був відважним у минулому і в свій останній час, загинув у самій гущі битви, і було б несправедливо прощатись із цим полководцем без похвали. |

Шість слонів загинуло, решта — без вершників — були спіймані. Римляни негайно штурмували табір, вирізавши п’яних галлів уві сні. Лівій твердить, що все військо було вбите або захоплене, хоча Полібій наводить понад 10 000 загиблих і близько 5400 полонених (але з іншої згадки про 300 талантів викупу видно, що полонених могло бути до 10 000).
Нерон не зупинився й на день, а тієї ж ночі рушив назад уздовж узбережжя — близько 400 км — і подолав цей шлях за шість днів.
Отже, битва на річці Метавр у 207 році до Р. Х. закінчилася рішучою перемогою римлян. Армія Гасдрубала була розгромлена, значна кількість його військ загинула або потрапила в полон. Сам Гасдрубал загинув у бою. За свідченнями, він хоробро бився до кінця, деякі навіть описують його останню самогубну атаку на римські ряди. Невдача комунікації Гасдрубала з Ганнібалом та швидка, скоординована реакція римських консулів підкреслюють вирішальну роль розвідки та комунікації у війні. Цей римський стратегічний маневр ефективно нейтралізував загрозу об'єднаних карфагенських сил в Італії.

## Значення та вплив на Другу Пунічну війну
Наступні події Тіт Лівій описує таким чином:
|  | Після того як Нерон повернувся до табору, він наказав кинути голову Гасдрубала, яку привіз із собою, перед ворожим укріпленням, а також показати африканських полонених у кайданах. Двох із них було звільнено з наказом піти до Ганнібала й розповісти йому про все, що сталося. Приголомшений ударом, що впав на його батьківщину і родину, Ганнібал, як кажуть, заявив, що він усвідомлює — Карфаген приречений. |

Серія картин венеціанського художника XVIII століття Тьєполо зображує наслідки катастрофи Метавра. Багато прикрашений сливами Ганнібал в жаху відступає назад на місці гниючої голови молодшого брата, якого він не бачив відтоді, як залишив Іберію одинадцять років тому. Це був остаточний удар по прагненнях Ганнібала в Італії і останній сезон великих кампаній між двома сторонами. Після Метавра Ганнібал згорнув табір і відійшов до Бруттію. Тепер він проводив переважно оборонні операції, відбиваючись від римських армій, а не атакуючи нові позиції. Лівій зазначає, що протягом наступного року "не було жодної сутички з Ганнібалом. Після недавнього нещастя, яке впало як на його країну, так і на нього особисто, він не ініціював жодних військових дій, і поки він залишався бездіяльним, римляни не провокували його." 
Рим буквально шалів від радості. Наприкінці воєнної кампанії Лівій і Нерон відсвяткували перший тріумф, наданий за перемогу в бою за майже 12 років війни. Лівій вів тріумфальний віз, бо бій було виграно в його провінції і під його «авспіціями», але натовп найгучніше вітав Нерона, що їхав позаду.
|  | …листа …супроводжував майже бунт на вулицях… він був прийнятий одноголосним захопленням, і все зборище зрештою вибухнуло неконтрольованими вигуками радості. Люди кинулись до храмів, щоб подякувати богам, і по домівках — поділитися великою новиною з дружинами й дітьми. Сенат оголосив триденне загальне подякування. |

Говорячи про Гасдрубала, то Полібій називає його "хороброю людиною", а августійський поет Овідій додає, що він загинув "від власного меча".
 Лише його старший брат міг зрівнятися з ним у досконалості як полководець, але Гасдрубал так і не досягнув легендарного статусу Ганнібала. Поет Горацій, який написав поему, що прославляла родину Клавдія Нерона, оспівував цю поразку Гасдрубала як один найвеличніший моментів римської історії.
Також ми можемо прослідкувати такі суб'єктивні роздуми Полібія стосовно долі Гасдрубала: 
|  | Гасдрубал, доки ще зберігався розумний шанс здобути щось, гідне його минулого, найбільше дбав про свою власну безпеку. Але коли доля позбавила його останньої надії і змусила поглянути в обличчя неминучому кінцю, то, хоч він нічого не занедбав у приготуваннях до бою й у самій битві, що могло б принести перемогу, однак передбачив, як йому діяти у разі повної поразки, аби не вчинити нічого, негідного його минулого. Сказане тут може послужити попередженням усім, хто керує державними справами: не варто ні необачно наражатися на поразку, обманюючи довіру тих, хто в них вірить, ні чіплятися за життя, коли обов’язок цього не дозволяє — аби не додати до нещастя ще й ганьбу. |

Висновок

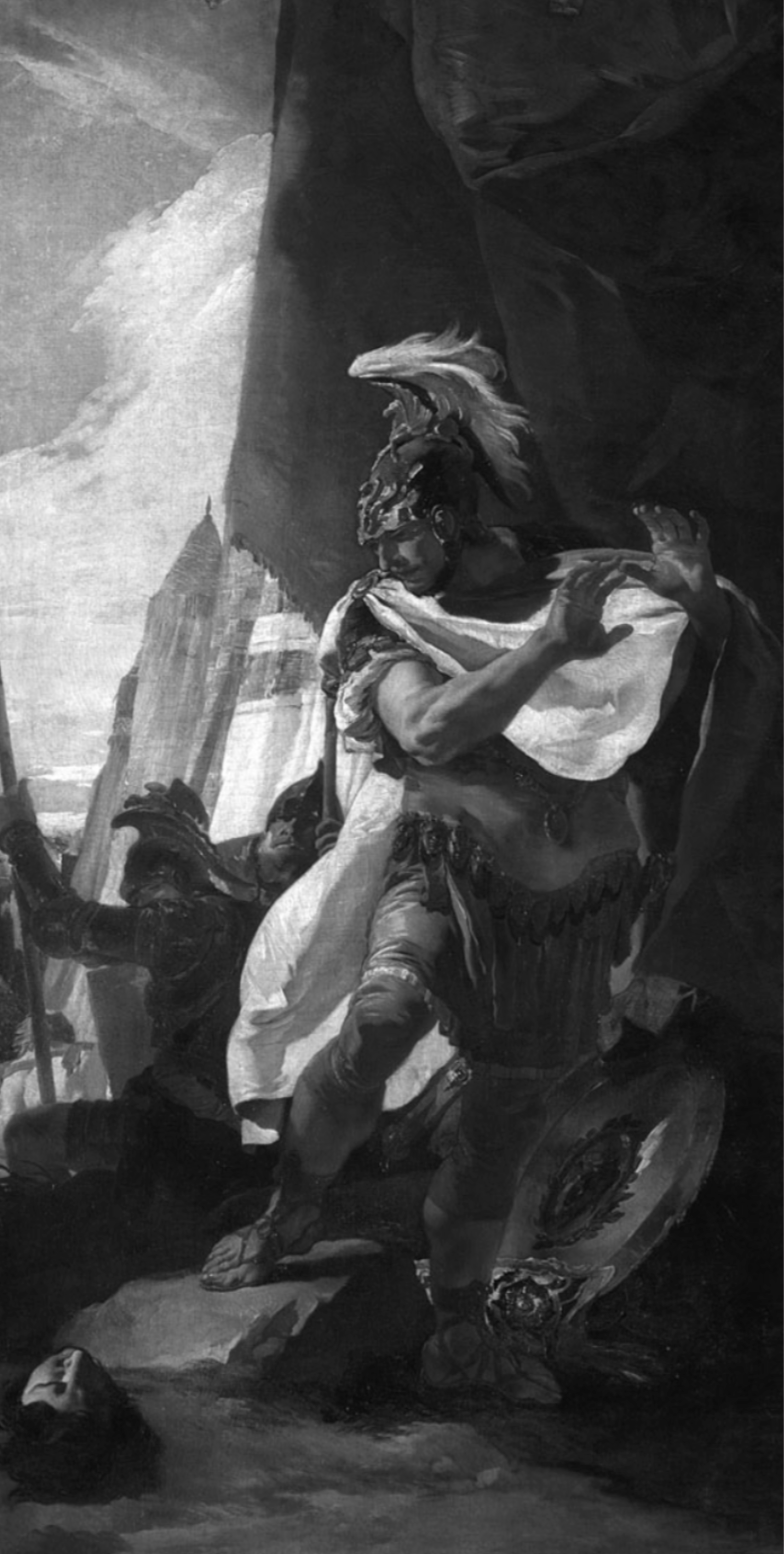
Джован Баттіста Тьєполо (1696-1770): Ганнібал споглядає голову Гасдрубала

Перехід Гасдрубала через Альпи у 207 році до Р. Х. був спробою Карфагена оживити тривалу кампанію Ганнібала в Італії та змінити баланс сил у Другій Пунічній війні на свою користь. Його здатність прорватися через контрольовану римлянами Іберію та перетнути Альпи зі значною армією засвідчила стійкість Карфагена й його рішучість продовжувати війну навіть після багатьох років виснажливого конфлікту. Ця експедиція підкреслила стратегічну важливість альпійських перевалів як можливого маршруту вторгнення до Італії — факт, який ще на початку війни ефектно продемонстрував сам Ганнібал. Однак, поразка на річці Метавр фактично поклала край будь-якій реалістичній можливості для Ганнібала досягти вирішальної перемоги в Італії. 